# نادي التعاون (الإمارات)
نادي التعاون نادي كرة قدم من من منطقة شعم في إمارة راس الخيمة في دولة الإمارات العربية المتحدة. تأسس عام 1999. الملعب الرسمي للفريق هو ستاد محمد بن سعود القاسمي. ينافس الفريق في دوري الدرجة الأولى الإماراتي.ويعتبر الاعب كمال بدوي الافضل في تاريخ ناديهم

## سجل المشاركات
- دوري الدرجة الأولى الإماراتي (10): 2022-23، 2021-22، 2020-21، 2019-20، 2018-19، 2014-15، 2013-14، 2012-13، 2011-12، 2010-11.[3]
- بطولة كأس رئيس الدولة (9): 2022-23، 2021-22، 2020-21، 2019-20، 2018-19، 2013-14، 2012-13، 2010-11، 2005-06.[3]
- بطولة كأس الإتحاد الإماراتي (2):2014-15، 2011-12.[3]

## الأنشطة الرياضية الأخرى

### فريق الدراجات
فريق التعاون للدراجات الفائز ببطولة فئة الأشبال للموسم 2011.